# Al-Walid II.
Al-Walid II., arabisch الوليد بن يزيد, DMG al-Walīd ibn Yazīd, (* 706; † 17. April 744) war der elfte Kalif der Umayyaden (743–744).

## Politische Situation
Al-Walid II. ibn Yazid ibn Abd al-Malik trat 743 die Nachfolge seines Onkels Hischam (724–743) an, wie es sein Vater Yazid II. (720–724) vorherbestimmt hatte. Unter seiner Regierung verschärften sich die Spannungen zwischen den Stämmen der Nord- und Südaraber erheblich. Zunehmend verloren die Umayyaden an Ansehen und Autorität, da sie durch die unbesonnene Politik von al-Walid II. nicht mehr als neutrale Vermittler galten. Dies schwächte zunehmend die Herrschaft der Umayyaden, die sich in der Ausübung ihrer Macht vor allem auf die arabischen Stämme und ihre Truppen stützten. 
Als 743 die Charidschiten im Irak Kufa erobern und weite Teile des Landes beherrschen konnten, verloren die Umayyaden auch noch die Kontrolle über die iranischen Provinzen, wo sich nun die Propaganda der Abbasiden schnell verbreiten konnte.
Als al-Walid II. zwei seiner minderjähriger Söhne zu Thronfolgern bestimmte, kam es zu Spannungen innerhalb der Umayyadensippe. Da diese Söhne von einer Sklavin abstammten und somit nicht zur Thronfolge berechtigt waren, fühlten sich viele Umayyaden übergangen. So wurde mit Yazid III. ein thronberechtigter Sohn al-Walids I. zum Kalif erhoben. Al-Walid wurde gestürzt und am 17. April 744 ermordet.
Durch den Mord am Kalifen und die nun ausbrechenden Machtkämpfe wurde das Ansehen der Umayyaden sowie die Loyalität der arabischen Stämme schwer beschädigt. Innerhalb weniger Jahre führte dies zum Untergang der Dynastie und zum Aufstieg der Abbasiden.

## Kulturelle Aktivitäten
Trotz dieser politischen Probleme widmete sich al-Walid vor allem seinen Bauprojekten in der syrischen Wüste. Von den als Ruine erhaltenen Wüstenschlössern werden seiner Regentschaft Qusair 'Amra, Khirbat al-Mafdschar und Mschatta zugeschrieben. Ferner ließ er eine römische Festung, die wahrscheinlich 25 Kilometer südlich von Palmyra lag, zum Wüstenschloss al-Bachrāʾ ausbauen. Zumindest von Qusair 'Amra und Khirbat al-Mafdschar ist gesichert, dass in deren zur Glorifizierung des Herrschers prunkvoll ausgestatteten Bädern formelle königliche Zeremonien stattfanden. Einige Historiker vermuten, dass al-Walid II. die Institution des Harems und der Eunuchen an den islamischen Palast eingeführt hat, andere führen hierfür Yazid I. oder Muʿāwiya I. an.
Al-Walid II. wird in den Quellen als wohlgestaltig, kräftig, gewalttätig und eitel dargestellt. Er war bekannt für seine ausgefallenen und farbenprächtigen Gewänder, mit denen er bei festlichen Anlässen auftrat. Er schrieb rhythmische Verse, die häufig in Dialogform waren und sich zum musikalischen Vortrag eigneten. Daneben wird er als Komponist vieler populärer Melodien erwähnt und soll die meisten Musikinstrumente seiner Zeit gespielt haben, namentlich die Laute oud, die Trommel tabl und die quadratische Rahmentrommel daff. In Mekka, wo er sich vermutlich während des Haddsch aufhielt, nahm er bei einem bekannten Sänger Gesangsunterricht.
Bei seinen Palastfesten spielten Musik und der Genuss von Wein eine große Rolle. Der Herrscher selbst unterhielt seine Gäste mit derben Späßen. So kam er auf einem Pferd oder Esel in die Audienzhalle geritten, während Mädchen Trommel schlagend vor ihm hergingen. Ein anderes Mal schlug al-Walid II. so kräftig auf die an einem Pferd befestigte Trommel, dass das Tier sich aufbäumte und die Gäste erschreckte. Auf solche Szenen verweisen Fresken in Qusair 'Amra, die einen tanzenden Affen und einen Laute spielenden Bär (vermutlich einen verkleideten Mann) zeigen.